# Quatre qualités élémentaires
 (août 2025).
Motif : Notoriété de ce principe?
- Archive Wikiwix
- Bing
- Cairn
- DuckDuckGo
- E. Universalis
- Gallica
- Google
- G. Books
- G. News
- G. Scholar
- Persée
- Qwant
- (zh) Baidu
- (ru) Yandex
- (wd) trouver des œuvres sur Wikidata

| 1. | Préciser le motif de la pose du bandeau. | Précisez le motif de la pose du bandeau en utilisant la syntaxe suivante : {{admissibilité à vérifier\|date=août 2025\|motif=remplacez ce texte par le motif}}                                    |
| 2. | Informer les utilisateurs concernés.     | Pensez à avertir le créateur de l'article, par exemple, en insérant le code ci-dessous sur sa page de discussion : {{subst:avertissement admissibilité à vérifier\|Quatre qualités élémentaires}} |

Les quatre qualités élémentaires (ou quatre qualités élémentales si on les relie aux éléments : feu, air, eau, terre) sont un concept utilisé enastrologie.

## Historique
La distinction de quatre qualités semble remonter au pythagoricien Alcméon de Crotone (vers 500 av. J.-C. selon W. Burkert). Selon Alcméon, « c'est l'équilibre des puissances, comme l'humide et le sec, le froid et le chaud, l'amertume et la douceur, etc., qui produit et conserve la bonne santé ».
La distinction de quatre éléments remonte, elle, à Empédocle (vers 460 av. J.-C.) : « Il y a quatre éléments, le feu, l'eau, la terre et l'air. L'amitié les rassemble et la haine les sépare. »
Ensuite, « la répartition des quatre qualités entre les quatre éléments remonte au médecin sicilien Philistion de Locres, contemporain de Platon. »
L’apport le plus décisif fut celui d'Aristote qui associa deux des quatre qualités élémentales (chaud, froid, sec et humide) à chacun des quatre éléments : feu sec chaud, air chaud humide, eau humide froide, terre froide et sèche (De la génération et de la corruption). « Comme il y a quatre éléments, et que les combinaisons possibles, pour quatre termes, sont au nombre de six ; mais, comme aussi les contraires ne peuvent pas être accouplés entre eux, le froid et le chaud, le sec et l'humide ne pouvant jamais se confondre en une même chose, il est évident qu'il ne restera que quatre combinaisons des éléments : d'une part chaud et sec, chaud et humide ; et d'autre part, froid et sec, froid et humide. Ceci est une conséquence toute naturelle de l'existence des corps qui paraissent simples, le feu, l'air, l'eau et la terre. Ainsi, le feu est chaud et sec ; l'air est chaud et humide, puisque l'air est une sorte de vapeur ; l'eau est froide et liquide ; enfin, la terre est froide et sèche. Il en résulte que la répartition de ces différences entre les corps premiers se comprend très bien, et que le nombre des uns et des autres est en rapport parfait. »

## Les quatre qualités en astrologie
L'interprétation symbolique des quatre éléments repose sur leur décomposition en quatre qualités élémentales, suivant deux axes d'analyse que sont le chaud et le froid d'une part (deux qualités actives) et le sec et l'humide d'autre part (deux qualités passives). [Voir l'image Croix élémentaire ci-dessous.]
- Le chaud est d'une manière générale un principe d'« expansion centrifuge »[5], d'activité, d'extraversion et d'impulsion. Par opposition, le froid est un principe de « cohésion centripète »[5], d'intériorisation et d'introversion.
- Le sec est un processus d'analyse, de séparation, d'individualisation, de contraction et de repli sur le détail ou sur soi. Il se déroule dans une atmosphère rigide et cassante, allant aux extrêmes. Par opposition, l’humide est un processus de synthèse, de liaison et de collectivisation, d'ouverture sur la globalité et le collectif. Il est conduit dans une atmosphère de détente et de souplesse.

La conjonction d'une qualité active et d'une qualité passive agissant sur une matière première indifférenciée génère l'un ou l'autre des éléments. Dans cette analyse, la terre hérite des qualités froides et sèches (ce sont les qualités de la cendre), le feu est sec et chaud, l'air est chaud et humide (qualités du souffle exhalé) et l'eau est froide et humide.
Cette génération des éléments par une interaction de qualités élémentales implique une dynamique des éléments. La réalité n’est pas figée : les éléments qui ont une qualité élémentale en commun peuvent se transformer l'un dans l'autre. Le feu peut donc se transformer par la modification d'une de ses deux qualités soit en air, soit en terre ; la terre en feu ou en eau ; l'eau en terre ou en air ; et ce dernier en eau ou en feu.

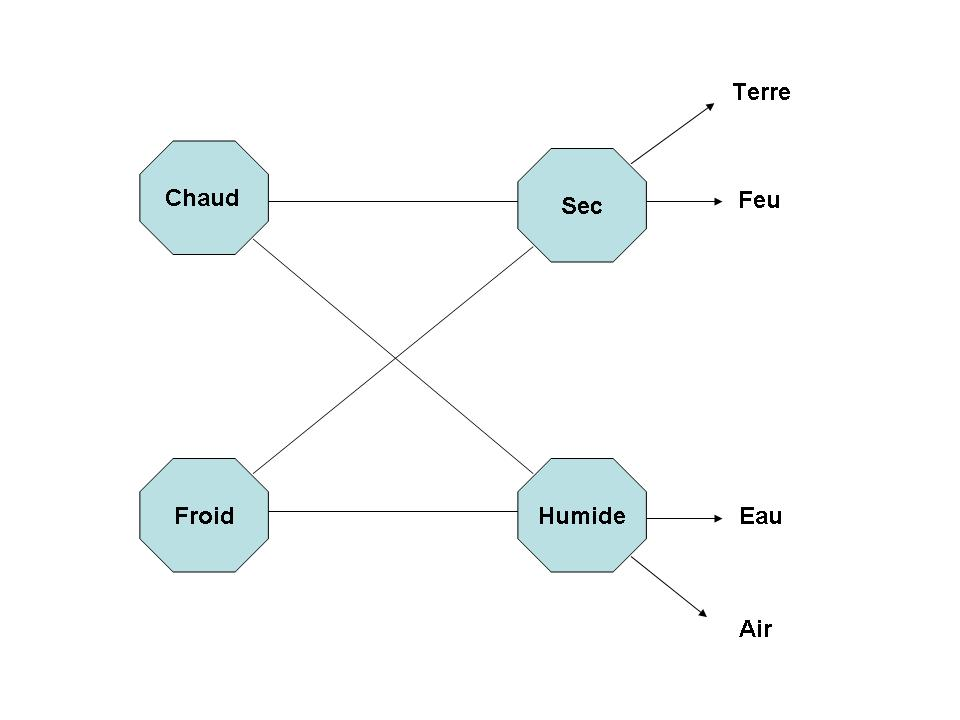
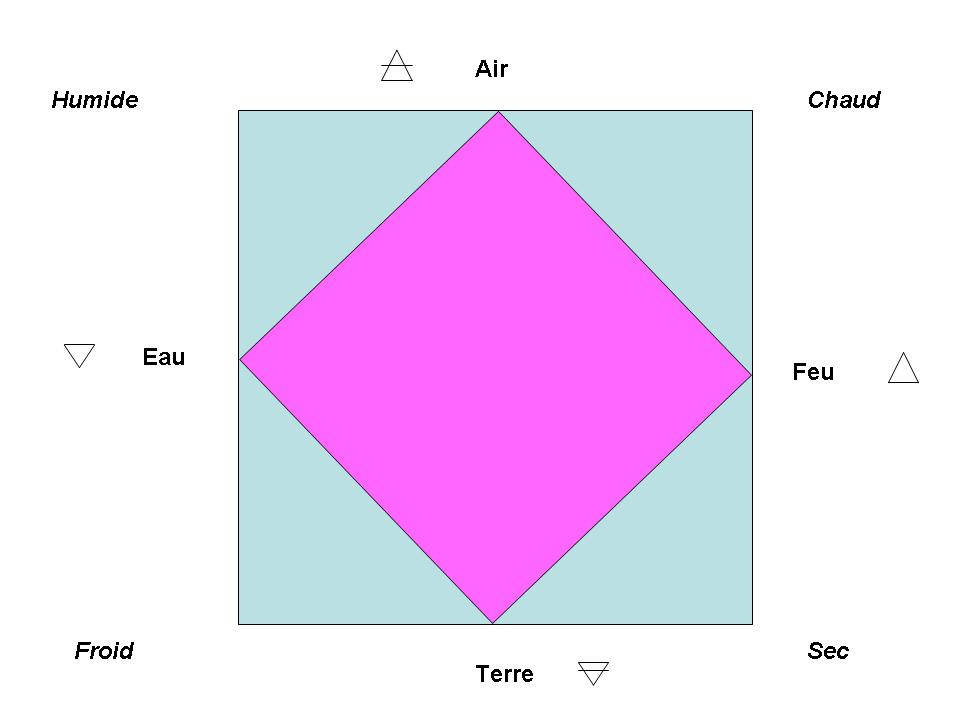

### Planètes, angles et qualités
Dans son livre Le Cercle astrologique. Défense et illustration de l'astrologie (éditions Dervy), Roger-Benoît Jourlin est d'avis qu'il est préférable de privilégier dans l'analyse astrologique les quatre qualités élémentales chaud, froid, sec et humide aux quatre éléments feu, terre, air et eau : « Le concept d'élément garde une utilité pratique, mais il doit être considéré comme dérivé de celui de qualité élémentale »(p. 66-67). Il y a notamment une analogie entre l'ascendant et le sec, et entre le descendant et l'humide. De même, il y a une analogie entre le Milieu du Ciel et le chaud, et entre le Fond du Ciel et le froid.

### Un exemple de l'importance des notions de sec et d'humide pour l'interprétation astrologique
Dans le chapitre « Interprétation globale de la carte du ciel » de son livre Précession des équinoxes et pratique de l'astrologie, l'astrologue François Villée interprète selon sa « méthode globale » (mise au point par Claire Santagostini) le thème natal d'Alexis Carrel, né le 28 juin 1873 à 23 heures à Sainte-Foy-lès-Lyon. François Villée y note un excès de sec par rapport à l'humide qui distingue fondamentalement ce thème d'Alexis Carrel de celui de Christian Jubin, né le 26 juin 1941 à 0 h 45 à Toulon. Ce dernier est un malfaiteur, auteur de plus de trente braquages. Au contraire, Alexis Carrel fut un grand savant (prix Nobel de médecine en 1912) et un mystique. Or les deux hommes sont nés avec l'ascendant, le Milieu du Ciel, les maisons et le Soleil dans les mêmes signes et la même opposition Mars-Neptune. François Villée avance ainsi qu'« une même configuration aura, dans deux thèmes différents, des significations différentes, parfois même opposées, car le sens de cette configuration variera selon le contexte général de chaque thème particulier, selon la synthèse centrale dont elle est partie intégrante. » Il ajoute que « compiler les significations attribuées aux planètes dans les signes, aux planètes dans les maisons et, surtout, aux aspects entre planètes, telles que la quasi-totalité des auteurs les ont publiées dans leurs formulaires, ne peut conduire qu'à la catastrophe : interpréter le thème d'Alexis Carrel comme celui d'un ennemi public numéro un ! ».